# Prigi Arisandi
Prigi Arisandi (nascido em 24 de janeiro de 1976) é um biólogo e ambientalista indonésio. Ele recebeu o Prémio Ambiental Goldman em 2011 pelos seus esforços na redução da poluição industrial do Rio Surabaya.